# Friedrich Hunzinger
Pour les articles homonymes, voir Hunzinger.
Friedrich Hunzinger (1910-1979), est une personnalité politique de Rhénanie. Il fut maire de Rüdesheim de 1948 à 1969.

## Biographie
Friedrich Hunzinger naît le 16 mars 1910 à Metz, une ville de garnison animée d'Alsace-Lorraine. Après la Première Guerre mondiale, Hunzinger quitte la Lorraine avec sa famille pour la Rhénanie. Il travaille jusqu'en 1938 pour l'administration communale de Bad Kreuznach. De 1938 à 1942, Friedrich Hunzinger est affecté dans les services diplomatiques au consulat général d'Allemagne de São Paulo et de Bahia. Après la Seconde Guerre mondiale, en 1946, Friedrich Hunzinger est nommé Bürgermeister à Rüdesheim en Rhénanie-Palatinat, fonction qu’il occupera jusqu’en 1969. Dans les années difficiles de l'après-guerre, Hunzinger eut la tâche difficile de reloger les sans-abris. Après 23 années de service, il prit sa retraite en 1969. Friedrich Hunzinger décéda en 1979.
En hommage à son dévouement pour la commune, une rue de Rüdesheim, la Friedrich-Hunzinger-Straße, porte son nom.